# Kumarella
Kumarella is een geslacht van vliesvleugeligen uit de familie Pteromalidae. De wetenschappelijke naam van dit geslacht is voor het eerst geldig gepubliceerd in 1999 door Sureshan.

## Soorten
Het geslacht Kumarella omvat de volgende soorten:
- Kumarella angulus Sureshan, 1999
- Kumarella sandroi Narendran & Mohana, 2001